# Mystacoleucus greenwayi
Mystacoleucus greenwayi är en fiskart som beskrevs av Pellegrin och Fang, 1940. Mystacoleucus greenwayi ingår i släktet Mystacoleucus och familjen karpfiskar. IUCN kategoriserar arten globalt som livskraftig. Inga underarter finns listade i Catalogue of Life.